# Brian Guebert
Brian Guebert (Saskatoon, 19 dicembre 1981) è un ex giocatore di football americano canadese, che ha giocato come defensive end.
Durante il suo periodo alla squadra universitaria canadese dei Saskatchewan Huskies gioca una partita di offseason con i Saskatchewan Roughriders; dopo l'università non è selezionato al Draft CFL 2007 ed entra nel roster degli Winnipeg Blue Bomberscome undrafted free agent.